# Ureterolithotomie
Die Ureterolithotomie ist eine operative Technik mit Eröffnung des Harnleiters (Ureterotomie) zur Extraktion von festgeklemmten Konkrementen (Uretersteine), also von herabgeglittenen Nierensteinen. Der aktuelle Medizin-Duden definiert die „Ureterolithotomie [als] Entfernung eines Steins aus dem Harnleiter nach dessen operativer Eröffnung“.
Die Ureterolithotomie war viele Jahrzehnte die dafür bevorzugte Technik. Durch die Entwicklung der Endourologie seit den 1990er Jahren wird sie aber nur noch selten durchgeführt, auch wenn die Erfolgsrate für Steinfreiheit bei der offenen chirurgischen Entfernung mit 97 % deutlich größer ist als bei der Stoßwellentherapie (83 %, Ureterolithotripsie) oder bei der endoskopischen Lithotripsie (72 %, einschließlich der Laserlithotripsie).
Nachteile der offenen Technik sind vor allem der längere Krankenhausaufenthalt und die Gefahr von postoperativen Strikturen. Die Ureterolithotomie wird daher nur noch durchgeführt, wenn sowieso eine Bauchoperation durchgeführt werden muss und eine akute Steinsymptomatik vorliegt, wenn andere Anomalien des Harnleiters sowieso eine offene Behandlung erfordern oder wenn ein großer oder mehrere sehr festsitzende Steine vorliegen.
In den meisten Fällen kann eine ureteroskopische (perkutane Ureterolitholapaxie), laparoskopische oder robotergestützte Ureterolithotomie erfolgen. Bei der offenen Operation erfolgt eine Längsinzision des Harnleiters.
Kontraindikationen sind Risikofaktoren, die eine Narkose ausschließen, oder schwere Blutgerinnungsstörungen. Proximale (das heißt nierenbeckennahe) und Steine im mittleren Harnleiterabschnitt können über einen retroperitonealen Zugang operiert werden, was den Vorteil hat, dass keine Darmteile mobilisiert werden müssen und mögliche Lecks sich nicht in die Bauchhöhle ergießen und ein Uroperitoneum verursachen. Eine klassische Bauchhöhleneröffnung ist nur noch notwendig, wenn vorausgegangene Therapiemaßnahmen versagten und eine umfassende Revision notwendig ist.

## Etymologie
Dieser Fachbegriff kommt aus dem Altgriechischen: τὸ οὖρον (to ouron) = Urin, Harn; ἶημι (iemi) = ich schicke, leite; λἱϑος (lithos) = Stein; ἡ τομἡ (e tome) = Schnitt.  Wörtlich also: Harnleiter-Steinschnitt. Ein Ureterolithus ist ein Harnleiterstein, die Ureterolithiasis ist „die Erzeugung von Steinen in den Harnleitern“. Zur Etymologie von Ureter bot Walter Guttmann eine alternative Erklärung an: „ούρητήρ (oureter), wahrscheinlich von οὖρον (ouron) = Harn und τηρἑω (tereo) = bewahren“.

## Geschichte
Früher bezeichnete man die Ureterolithotomie kurz als „Ureterotomie: Eröffnung des Ureters behufs Steinextraction.“ Otto Dornblüth beschrieb erstmals 1916 die „Ureterolithotomie: Ausschneiden eines Harnsteines aus dem Ureter“.